# 1999-es Copa América (döntő)
Az 1999-es Copa América döntőjét az asuncióni Estadio Defensores del Chaco stadionban játszották 1999. július 18-án.
A döntő egyik résztvevője a címvédő Brazília, ellenfele pedig Uruguay volt. A mérkőzést 3–0 arányban Brazília nyerte meg.
A győztes részt vett a 2001-es konföderációs kupán.

## Út a döntőig
| Csapat    | M | Gy | D | V | G+ | G– | Gk  | P |
| --------- | - | -- | - | - | -- | -- | --- | - |
| Brazília  | 3 | 3  | 0 | 0 | 10 | 1  | +9  | 9 |
| Mexikó    | 3 | 2  | 0 | 1 | 5  | 3  | +2  | 6 |
| Chile     | 3 | 1  | 0 | 2 | 3  | 2  | +1  | 3 |
| Venezuela | 3 | 0  | 0 | 3 | 1  | 13 | –12 | 0 |

| Csapat    | M | Gy | D | V | G+ | G– | Gk | P |
| --------- | - | -- | - | - | -- | -- | -- | - |
| Kolumbia  | 3 | 3  | 0 | 0 | 6  | 1  | +5 | 9 |
| Argentína | 3 | 2  | 0 | 1 | 5  | 4  | +1 | 6 |
| Uruguay   | 3 | 1  | 0 | 2 | 2  | 4  | –2 | 3 |
| Ecuador   | 3 | 0  | 0 | 3 | 3  | 7  | –4 | 0 |

## Mérkőzés
| 1999. július 18. |

| Brazília                    | 3–0   | Uruguay |
| --------------------------- | ----- | ------- |
| Rivaldo 20' 27' Ronaldo 46' | (2–0) |         |

| Estadio Defensores del Chaco, Asunción Nézőszám: 30 000 Játékvezető: Óscar Ruiz (kolumbiai) |

| Brazília | Uruguay |

| BRAZÍLIA:            |    |                  |  |           |
|                      |    |                  |  |           |
| GK                   | 1  | Dida             |  |           |
| DF                   | 2  | Cafú             |  |           |
| DF                   | 15 | João Carlos      |  | Sárga lap |
| DF                   | 4  | Antônio Carlos   |  |           |
| DF                   | 6  | Roberto Carlos   |  |           |
| MF                   | 18 | Flavio Conceição |  | Sárga lap |
| MF                   | 5  | Emerson          |  |           |
| MF                   | 10 | Rivaldo          |  |           |
| MF                   | 22 | Zé Roberto       |  |           |
| FW                   | 7  | Amoroso          |  |           |
| FW                   | 9  | Ronaldo          |  |           |
| Szövetségi kapitány: |    |                  |  |           |
| Vanderlei Luxemburgo |    |                  |  |           |

| URUGUAY:             |    |                     |           |     |
|                      |    |                     |           |     |
| GK                   | 1  | Fabián Carini       |           |     |
| DF                   | 17 | Martín del Campo    |           |     |
| DF                   | 3  | Fernando Picún      |           |     |
| DF                   | 14 | Alejandro Lembo     |           |     |
| DF                   | 22 | Federico Bergara    |           | 74' |
| MF                   | 7  | Fabián Coelho       |           | 56' |
| MF                   | 5  | Andrés Fleurquin    |           |     |
| MF                   | 8  | Líber Vespa         | Sárga lap | 45' |
| MF                   | 20 | Christian Callejas  | Sárga lap |     |
| FW                   | 10 | Federico Magallanes |           |     |
| FW                   | 9  | Marcelo Zalayeta    |           |     |
| Cserék:              |    |                     |           |     |
| DF                   | 6  | Gianni Guigou       | Sárga lap | 74' |
| FW                   | 11 | Gabriel Álvez       |           | 56' |
| FW                   | 21 | Antonio Pacheco     |           | 45' |
| Szövetségi kapitány: |    |                     |           |     |
| Víctor Púa           |    |                     |           |     |

| Az 1999-es Copa América győztese |
| -------------------------------- |
| BRAZÍLIA 6. cím                  |